# Angelos Tsingaras
Angelos Tsingaras (Grieks: Άγγελος Τσιγγάρας) (Chalkidiki, 24 juli 1999) is een Grieks voetballer die doorgaans speelt als middenvelder. Hij komt uit voor Vitesse.

## Clubcarrière

### Panetolikos
Tsingaras kwam uit de jeugdopleiding van Panetolikos en maakte zijn debuut in het betaald voetbal op 10 december 2018 tegen Apollon Smyrnis. Hij viel in de 85e minuut in voor Willyan. De wedstrijd werd met 2-1 verloren. In de drie seizoenen erna werd Tsingaras een vaste kracht voor de ploeg, maar vanaf het seizoen 2022/23 werd hij steeds minder opgesteld. Hij wist niet te scoren voor de club. 

### Vitesse
Door de problemen bij Vitesse na het seizoen 2023/24, en de daaropvolgende degradatie, trok de club veel transfervrije spelers aan. Onder deze spelers bevond ook Tsingaras zich; hij werd gepresenteerd op 23 augustus. Meteen daarop, op 25 augustus 2024 maakte hij zijn debuut voor Vitesse, in een wedstrijd tegen Excelsior die eindigde in 1-1. Hij kwam na de rust in de ploeg voor Gyan de Regt. Op 13 september gaf hij tegen Jong AZ zijn eerste assist, op Miliano Jonathans. Dit was meteen het winnende doelpunt (1-0). Vanaf oktober is hij een drietal wedstrijden aanvoerder geweest van het eerste elftal. De optie om zijn contract te verlengen met een extra seizoen werdt niet gelicht. Hierdoor kwam er na een seizoen alweer een einde aan zijn tijd bij Vitesse.

### Benevento
Op 8 juli 2025 heeft Tsingaras een contract getekend bij de italiaanse club Benevento Calcio. Hij heeft voor een seizoen getekend (tot 30 juni 2026), met een mogelijke verlenging tot 30 juni 2028.

## Statistieken
| Seizoen | Club             | Competitie     | Competitie | Competitie | Beker | Beker | Overig | Overig | Totaal | Totaal |
| Seizoen | Club             | Competitie     | Wed.       | Dlp.       | Wed.  | Dlp.  | Dlp.   | Dlp.   | Wed.   | Dlp.   |
| ------- | ---------------- | -------------- | ---------- | ---------- | ----- | ----- | ------ | ------ | ------ | ------ |
| 2018/19 | Panetolikos      | Super League   | 15         | 0          | 3     | 0     | 0      | 0      | 18     | 0      |
| 2019/20 | Panetolikos      | Super League   | 16         | 0          | 5     | 0     | 7      | 0      | 28     | 0      |
| 2020/21 | Panetolikos      | Super League   | 25         | 0          | 2     | 0     | 2      | 0      | 29     | 0      |
| 2021/22 | Panetolikos      | Super League   | 19         | 0          | 5     | 0     | 0      | 0      | 24     | 0      |
| 2022/23 | Panetolikos      | Super League   | 2          | 0          | 1     | 0     | 1      | 0      | 4      | 0      |
| 2023/24 | Panetolikos      | Super League   | 14         | 0          | 6     | 0     | 6      | 0      | 26     | 0      |
| 2024/25 | Vitesse          | Eerste divisie | 26         | 0          | 1     | 0     | 0      | 0      | 27     | 0      |
| 2025/26 | Benevento Calcio | Serie C        | 0          | 0          | 0     | 0     | 0      | 0      | 0      | 0      |
| Totaal  | Totaal           | Totaal         | 117        | 0          | 23    | 0     | 16     | 0      | 156    | 0      |

Bijgewerkt op 11 juli 2025.